# Abenilla
Abenilla (arag. Abiniella) – miejscowość w Hiszpanii, w Aragonii, w prowincji Huesca, w comarce Alto Gállego, w gminie Sabiñánigo.
Według danych INE z 1991 roku miejscowość zamieszkiwały 3 osoby. Wysokość bezwzględna miejscowości jest równa 1 050 metrów.